# Portishead
Portishead (AFI: /pɔːtɪsˈhɛd/) este una dintre cele mai influente formații pentru genul trip-hop. A fost înființată în 1991, la Bristol, Anglia. Numele ei a fost inspirat de localitatea cu același nume, aflată în apropiere de Bristol; Portishead este și orașul unde s-a născut Geoff Barrow, unul din cei trei membri ai formației.

## Activitate
Formația a lansat până în momentul de față trei albume de studio. Discul de debut, Dummy (1994), a fost introdus în Lista celor mai bune 500 de albume ale tuturor timpurilor stabilită de revista Rolling Stone (în anul 2004), pe poziția 419. A urmat discul eponim trei ani mai târziu, apoi membrii formației nu au mai colaborat vreme de mai mulți ani. Al treilea album al formației, Third, a fost lansat în 2008 și beneficiază de o sonoritate mai apropiată de muzica electronică.

## Sonoritatea Portishead
Formația a avut o contribuție majoră la definirea genului muzical trip hop. Muzica realizată de Portishead este considerată a fi situată în zona experimentalului, încercând de-a lungul timpului formule de îmbinare a genurilor rock, hip hop și electronic. Atmosfera creată de piesele formației este una depresivă, uneori lugubră. Se folosesc tempi lenți în majoritatea cazurilor, însă secția ritmică (chitara bas, bateria) este pregnantă. Timbrele instrumentelor sunt alterate prin intermediul efectelor, iar vocea cântăreței Beth Gibbons se folosește de multe schimbări timbrale și alunecă pe înălțime, efectul obținut fiind apropiat de cântatul vorbit (cunoscut și sub denumirea de sprechgesang), fapt care contribuie semnificativ la crearea atmosferei specifice.

## Muzica formației în film
- Regizorul român Cătălin Mitulescu a folosit piesa „Undenied” în filmul său de scurtmetraj din 2002, 17 minute întârziere.

## Discografie
- Dummy (1994)
- Portishead (1997)
- Third (2008)